# Festus Mogae
Festus Gontebanye Mogae (Serowe, 21 agosto 1939) è un politico botswano, ex Presidente del Botswana in carica dal 1998 al 2008.
Dopo gli studi in economia nel Regno Unito, prima all'Università del Sussex e poi all'Università di Oxford, ha ricoperto ruoli dirigenziali nella pubblica amministrazione del Paese d'origine. Ha lavorato inoltre nel Fondo Monetario Internazionale e alla Banca del Botswana.
Ha ricoperto la carica di Vicepresidente del Botswana dal 1992 al 1998; il 1º aprile 1998 è divenuto Presidente, succedendo a Quett Masire; è stato rieletto alle elezioni del 1999 e a quelle del 2004, rimanendo ancora alla guida del Paese fino al 1º aprile 2008.